# Metzia longinasus
Metzia longinasus är en fiskart som beskrevs av Gan, Lan och Zhang 2009. Metzia longinasus ingår i släktet Metzia och familjen karpfiskar. Inga underarter finns listade i Catalogue of Life.